# Paul Zwama
Paul Zwama (23 april 1987) is een Nederlandse voormalige atleet, die gespecialiseerd was in de lange afstand. Hij werd eenmaal Nederlands marathonkampioen.

## Biografie
Zwama begon op veertienjarige leeftijd met hardlopen bij AAC '61 in Assen. Pas op zijn 20e wist hij de stap te maken richting de nationale top. Voor die tijd had hij al wel junioren indoormedailles gewonnen, maar bleef outdoor steken op vierde en vijfde plekken. Onder leiding van trainer Eddy Kiemel werd een sprong voorwaarts gemaakt. Hij kwalificeerde zich voor de Europese kampioenschappen voor atleten tot 23 jaar van 2009 in Kaunas. De jaren daarna trainde hij in de Verenigde Staten en keerde in 2013 terug naar Nederland om het fulltime atletenbestaan uit te proberen. Nadat hij in 2013 zilver had gewonnen op het NK marathon in Eindhoven, won hij een jaar later het goud in Amsterdam.
In 2016 werd Paul Zwama geopereerd aan zijn achillespees. Begin 2017 maakte hij zijn rentree tijdens de halve marathon van Egmond. In maart van dat jaar won hij de marathon van Utrecht.
Zwama trainde eerst bij atletiekvereniging Phanos in Amsterdam; daarna was hij lid van Leiden Atletiek. In 2019 liep hij zijn laatste officiële wedstrijd.

## Nederlandse kampioenschappen
| Onderdeel | Jaar |
| --------- | ---- |
| marathon  | 2014 |

## Persoonlijke records
Baan
| Onderdeel | Prestatie | Datum         | Plaats    |
| --------- | --------- | ------------- | --------- |
| 3000 m    | 8.17,11   | 9 juli 2017   | Hilversum |
| 5000 m    | 14.12,20  | 27 mei 2017   | Oordegem  |
| 10.000 m  | 28.59,90  | 25 maart 2011 | Palo Alto |

Indoor
| Onderdeel | Prestatie | Datum            | Plaats |
| --------- | --------- | ---------------- | ------ |
| 3000 m    | 8.26,31   | 23 februari 2008 | Boston |

Weg
| Onderdeel      | Prestatie | Datum             | Plaats   |
| -------------- | --------- | ----------------- | -------- |
| 10 km          | 30.13     | 28 september 2014 | Utrecht  |
| 15 km          | 46.28     | 17 november 2013  | Nijmegen |
| halve marathon | 1:05.57   | 30 maart 2014     | Venlo    |
| marathon       | 2:18.19   | 24 september 2017 | Berlijn  |

## Palmares

### 10.000 m
- 2009: 8e EK U23 in Kaunas - 31.03,94
- 2015: 5e Gouden Spike - 30.11,80
- 2017:  NK - 30.40,18

### 5 km
- 2014:  Van der Straatenloop in Werkendam - 14.46

### 10 km
- 2007:  Singelloop in Hollandscheveld - 32.08
- 2010:  Zwitserloot Dakrun in Groesbeek - 33.33
- 2013: 4e Hemmeromloop - 31.08
- 2013: 6e Stadsloop Appingedam - 30.36
- 2013: 10e NK - 31.00
- 2014:  Vrieling Hardenberg City Run - 31.12
- 2014: 4e Hague Royal Ten - 30.46
- 2014: 4e Sint Bavoloop in Rijsbergen - 30.34
- 2014: 8e Singelloop Utrecht - 30.13
- 2014: 5e Parnassia Laan van Meerdervoortloop in Den Haag - 33.18
- 2015:  Veneboerloop in Drachten - 31.23
- 2015: 11e Hilversum City Run - 30.46
- 2015: 4e Sint Bavoloop in Rijsbergen - 30.57
- 2015: 16e Stadsloop Appingedam - 31.26
- 2018:  Hemmeromloop - 30.35

### 10 EM
- 2017:  Veldhoven 10 Miles - 51.29
- 2018: 14e Tilburg Ten Miles - 50.15

### 15 km
- 2013: 11e Zevenheuvelenloop - 46.28
- 2014: 22e Zevenheuvelenloop - 46.37
- 2014:  Loop van Leidsche Rijn in Vleuten - 46.33
- 2014: 10e Montferland Run - 46.46

### 20 km
- 2016: 6e 20 van Alphen - 1:03.30
- 2016: 12e 20 van Alphen - 1:05.47

### halve marathon
- 2013:  halve marathon van Dalfsen - 1:10.27
- 2014:  halve marathon van Best - 1:07.51
- 2014:  Marquetteloop - 1:07.32
- 2014: 4e halve marathon van Dronten - 1:09.05
- 2014: 8e Venloop - 1:05.57
- 2014: 10e Bredase Singelloop - 1:06.09
- 2016: 25e Venloop - 1:08.47
- 2017: 22e halve marathon van Egmond - 1:08.47
- 2017: 27e Venloop - 1:07.53
- 2019: 16e Bredase Singelloop - 1:06.36

### marathon
- 2014: 6e marathon van Leiden - 2:24.54
- 2014: 13e marathon van Amsterdam - 2:21.59
- 2017:  marathon van Utrecht - 2:34.04

### overige afstanden
- 2015: 9e Acht van Apeldoorn - 23.54

### veldlopen
- 2017:  Maple Leaf Cross (10 km) - 32.31